# Wereldbeker snowboarden 2022/2023
De wereldbeker snowboarden 2022/2023 (officieel: FIS World Cup Snowboard 2022/2023) begon op 22 oktober 2022 in het Zwitserse Chur en eindigde op 26 maart 2023 in het Zwitserse Silvaplana en het Canadese Mont-Sainte-Anne.

## Mannen

### Uitslagen
Legenda
- PGS = Parallelreuzenslalom
- PSL = Parallelslalom
- SBX = Snowboardcross

- HP = Halfpipe
- SBS = Slopestyle
- BA = Big air

| Datum | Plaats            | Onderdeel | Eerste              | Tweede             | Derde               |
| --- | ----------------- | --------- | ------------------- | ------------------ | ------------------- |
| 22/10/2022 | Chur              | BA        | Takeru Otsuka       | Ruki Tobita        | Nick Pünter         |
| 04/12/2022 | Les Deux Alpes    | SBX       | Martin Nörl         | Omar Visintin      | Éliot Grondin       |
| 10/12/2022 | Edmonton          | BA        | Valentino Guseli    | Chris Corning      | Nicolas Laframboise |
| 11/12/2022 | Winterberg        | PSL       | Alexander Payer     | Tim Mastnak        | Stefan Baumeister   |
| 15/12/2022 | Carezza           | PGS       | Andreas Prommegger  | Dario Caviezel     | Roland Fischnaller  |
| 16/12/2022 | Cervinia          | SBX       | Alessandro Hämmerle | Jakob Dusek        | Martin Nörl         |
| 17/12/2022 | Cervinia          | SBX       | Loan Bozzolo        | Martin Nörl        | Kalle Koblet        |
| 16/12/2022 | Copper Mountain   | HP        | Scotty James        | Jan Scherrer       | Kaishu Hirano       |
| 17/12/2022 | Copper Mountain   | BA        | Marcus Kleveland    | Chris Corning      | Ian Matteoli        |
| 17/12/2022 | Cortina d'Ampezzo | PGS       | Roland Fischnaller  | Andreas Prommegger | Aaron March         |
| 19/12/2022 | Montafon          | SBX       | Afgelast            | Afgelast           | Afgelast            |
| 20/12/2022 | Montafon          | SBX       | Afgelast            | Afgelast           | Afgelast            |
| 10/01/2023 | Bad Gastein       | PSL       | Maurizio Bormolini  | Alexander Payer    | Stefan Baumeister   |
| 14/01/2023 | Kreischberg       | BA        | Taiga Hasegawa      | Ryoma Kimata       | Kira Kimura         |
| 14/01/2023 | Scuol             | PGS       | Oskar Kwiatkowski   | Mirko Felicetti    | Andreas Prommegger  |
| 21/01/2023 | Laax              | HP        | Ruka Hirano         | Scotty James       | Yuto Totsuka        |
| 22/01/2023 | Laax              | SBS       | Marcus Kleveland    | Dusty Henricksen   | Sven Thorgren       |
| 21/01/2023 | Bansko            | PSL       | Dario Caviezel      | Fabian Obmann      | Edwin Coratti       |
| 22/01/2023 | Bansko            | PSL       | Maurizio Bormolini  | Arvid Auner        | Stefan Baumeister   |
| 26/01/2023 | Blue Mountain     | PGS       | Benjamin Karl       | Lee Sang-ho        | Oskar Kwiatkowski   |
| 27/01/2023 | Blue Mountain     | PGS       | Oskar Kwiatkowski   | Alexander Payer    | Roland Fischnaller  |
| 03/02/2023 | Mammoth Mountain  | SBS       | Dusty Henricksen    | Valentino Guseli   | Chris Corning       |
| 04/02/2023 | Mammoth Mountain  | HP        | Ruka Hirano         | Valentino Guseli   | Chase Blackwell     |
| 04/02/2023 | Cortina d'Ampezzo | SBX       | Merlin Surget       | Jake Vedder        | Léo Le Blé Jaques   |
| 11/02/2023 | Calgary           | HP        | Ruka Hirano         | Valentino Guseli   | Shuichiro Shigeno   |
| 12/02/2023 | Calgary           | SBS       | Darcy Sharpe        | Dusty Henricksen   | Cameron Spalding    |
| 19 februari tot en met 5 maart 2023: Wereldkampioenschappen snowboarden 2023 in Bakoeriani (telt niet mee voor wereldbeker) |                   |           |                     |                    |                     |
| 11/03/2023 | Livigno           | PGS       | Afgelast            | Afgelast           | Afgelast            |
| 12/03/2023 | Livigno           | PSL       | Afgelast            | Afgelast           | Afgelast            |
| 11/03/2023 | Piancavallo       | PSL       | Afgelast            | Afgelast           | Afgelast            |
| 11/03/2022 | Sierra Nevada     | SBX       | Lucas Eguibar       | Omar Visintin      | Lorenzo Sommariva   |
| 12/03/2022 | Sierra Nevada     | SBX       | Kalle Koblet        | Lucas Eguibar      | Loan Bozzolo        |
| 12/03/2023 | Secret Garden     | HP        | Afgelast            | Afgelast           | Afgelast            |
| 15/03/2023 | Rogla             | PGS       | Roland Fischnaller  | Mirko Felicetti    | Edwin Coratti       |
| 16/03/2023 | Veysonnaz         | SBX       | Martin Nörl         | Alvaro Romero      | Lorenzo Sommariva   |
| 18/03/2023 | Berchtesgaden     | PSL       | Fabian Obmann       | Arvid Auner        | Rok Marguč          |
| 25/03/2023 | Mont-Sainte-Anne  | SBX       | Éliot Grondin       | Jakob Dusek        | Lucas Eguibar       |
| 26/03/2023 | Mont-Sainte-Anne  | SBX       | Martin Nörl         | Jake Vedder        | Éliot Grondin       |
| 26/03/2023 | Silvaplana        | SBS       | Taiga Hasegawa      | Liam Brearley      | Sven Thorgren       |

### Eindstanden
| Parallel (PSL/PGS) | Parallel (PSL/PGS) | Parallel (PSL/PGS) | Parallel (PSL/PGS) |
| #                  | Naam               | Land               | Punten             |
| ------------------ | ------------------ | ------------------ | ------------------ |
| 1                  | Fabian Obmann      | AUT                | 485                |
| 2                  | Maurizio Bormolini | ITA                | 481                |
| 3                  | Andreas Prommegger | AUT                | 465                |
| 4                  | Alexander Payer    | AUT                | 433                |
| 5                  | Oskar Kwiatkowski  | POL                | 418                |
| 6                  | Roland Fischnaller | ITA                | 391                |
| 7                  | Benjamin Karl      | AUT                | 356                |
| 8                  | Edwin Coratti      | ITA                | 342                |
| 9                  | Dario Caviezel     | SUI                | 339                |
| 10                 | Stefan Baumeister  | GER                | 335                |

| Freestyle (BA/HP/SBS) | Freestyle (BA/HP/SBS) | Freestyle (BA/HP/SBS) | Freestyle (BA/HP/SBS) |
| #                     | Naam                  | Land                  | Punten                |
| --------------------- | --------------------- | --------------------- | --------------------- |
| 1                     | Valentino Guseli      | AUS                   | 440                   |
| 2                     | Dusty Henricksen      | USA                   | 332                   |
| 3                     | Taiga Hasegawa        | JPN                   | 323                   |
| 4                     | Ruka Hirano           | JPN                   | 314                   |
| 5                     | Chris Corning         | USA                   | 285                   |
| 6                     | Marcus Kleveland      | NOR                   | 240                   |
| 7                     | Hiroto Ogiwara        | JPN                   | 182                   |
| 8                     | Scotty James          | AUS                   | 180                   |
| 9                     | Ryoma Kimata          | JPN                   | 180                   |
| 10                    | Lee Chae-un           | KOR                   | 177                   |

| Slopestyle (SBS) | Slopestyle (SBS) | Slopestyle (SBS) | Slopestyle (SBS) |
| #                | Naam             | Land             | Punten           |
| ---------------- | ---------------- | ---------------- | ---------------- |
| 1                | Dusty Henricksen | USA              | 296              |
| 2                | Taiga Hasegawa   | JPN              | 186              |
| 3                | Valentino Guseli | AUS              | 165              |
| 4                | Liam Brearley    | CAN              | 144              |
| 5                | Cameron Spalding | CAN              | 125              |
| 6                | Sven Thorgren    | SWE              | 120              |
| 7                | Jake Canter      | USA              | 109              |
| 8                | Darcy Sharpe     | CAN              | 104              |
| 9                | Tiarn Collins    | NZL              | 102              |
| 10               | Marcus Kleveland | NOR              | 100              |

| Parallelslalom (PSL) | Parallelslalom (PSL) | Parallelslalom (PSL) | Parallelslalom (PSL) |
| #                    | Naam                 | Land                 | Punten               |
| -------------------- | -------------------- | -------------------- | -------------------- |
| 1                    | Fabian Obmann        | AUT                  | 297                  |
| 2                    | Maurizio Bormolini   | ITA                  | 295                  |
| 3                    | Arvid Auner          | AUT                  | 251                  |
| 4                    | Alexander Payer      | AUT                  | 225                  |
| 5                    | Edwin Coratti        | ITA                  | 217                  |
| 6                    | Stefan Baumeister    | GER                  | 195                  |
| 7                    | Dario Caviezel       | SUI                  | 182                  |
| 8                    | Tim Mastnak          | SLO                  | 137                  |
| 9                    | Cody Winters         | USA                  | 133                  |
| 10                   | Andreas Prommegger   | AUT                  | 129                  |

| Big Air (BA) | Big Air (BA)        | Big Air (BA) | Big Air (BA) |
| #            | Naam                | Land         | Punten       |
| ------------ | ------------------- | ------------ | ------------ |
| 1            | Valentino Guseli    | AUS          | 214          |
| 2            | Chris Corning       | USA          | 196          |
| 3            | Marcus Kleveland    | NOR          | 140          |
| 4            | Ryoma Kimata        | JPN          | 138          |
| 5            | Taiga Hasegawa      | JPN          | 137          |
| 6            | Takeru Otsuka       | JPN          | 121          |
| 7            | Kalle Jarvilehto    | FIN          | 113          |
| 8            | Hiroaki Kunitake    | JPN          | 102          |
| 9            | Ruki Tobita         | JPN          | 96           |
| 10           | Nicolas Laframboise | CAN          | 92           |

| Snowboardcross (SBX) | Snowboardcross (SBX) | Snowboardcross (SBX) | Snowboardcross (SBX) |
| #                    | Naam                 | Land                 | Punten               |
| -------------------- | -------------------- | -------------------- | -------------------- |
| 1                    | Martin Nörl          | GER                  | 510                  |
| 2                    | Lucas Eguibar        | ESP                  | 436                  |
| 3                    | Éliot Grondin        | CAN                  | 399                  |
| 4                    | Omar Visintin        | ITA                  | 389                  |
| 5                    | Merlin Surget        | FRA                  | 341                  |
| 6                    | Lorenzo Sommariva    | ITA                  | 327                  |
| 7                    | Loan Bozzolo         | FRA                  | 311                  |
| 8                    | Kalle Koblet         | SUI                  | 296                  |
| 9                    | Jakob Dusek          | AUT                  | 294                  |
| 10                   | Jake Vedder          | USA                  | 281                  |

| Parallelreuzenslalom (PGS) | Parallelreuzenslalom (PGS) | Parallelreuzenslalom (PGS) | Parallelreuzenslalom (PGS) |
| #                          | Naam                       | Land                       | Punten                     |
| -------------------------- | -------------------------- | -------------------------- | -------------------------- |
| 1                          | Roland Fischnaller         | ITA                        | 344                        |
| 2                          | Andreas Prommegger         | AUT                        | 336                        |
| 3                          | Oskar Kwiatkowski          | POL                        | 334                        |
| 4                          | Mirko Felicetti            | ITA                        | 253                        |
| 5                          | Benjamin Karl              | AUT                        | 235                        |
| 6                          | Lee Sang-ho                | KOR                        | 222                        |
| 7                          | Alexander Payer            | AUT                        | 208                        |
| 8                          | Fabian Obmann              | AUT                        | 188                        |
| 9                          | Maurizio Bormolini         | ITA                        | 186                        |
| 10                         | Aaron March                | ITA                        | 162                        |

| Halfpipe (HP) | Halfpipe (HP)     | Halfpipe (HP) | Halfpipe (HP) |
| #             | Naam              | Land          | Punten        |
| ------------- | ----------------- | ------------- | ------------- |
| 1             | Ruka Hirano       | JPN           | 314           |
| 2             | Valentino Guseli  | AUS           | 246           |
| 3             | Scotty James      | AUS           | 180           |
| 4             | Lee Chae-un       | KOR           | 177           |
| 5             | Yuto Totsuka      | JPN           | 159           |
| 6             | Kaishu Hirano     | JPN           | 150           |
| 7             | Chase Blackwell   | USA           | 149           |
| 8             | Shuichiro Shigeno | JPN           | 133           |
| 9             | Jan Scherrer      | SUI           | 116           |
| 10            | Chase Josey       | USA           | 109           |

## Vrouwen

### Uitslagen
Legenda
- PGS = Parallelreuzenslalom
- PSL = Parallelslalom
- SBX = Snowboardcross

- HP = Halfpipe
- SBS = Slopestyle
- BA = Big air

| Datum | Plaats            | Onderdeel | Eerste                     | Tweede                     | Derde              |
| --- | ----------------- | --------- | -------------------------- | -------------------------- | ------------------ |
| 22/10/2022 | Chur              | BA        | Reira Iwabuchi             | Anna Gasser                | Jasmine Baird      |
| 04/12/2022 | Les Deux Alpes    | SBX       | Josie Baff                 | Chloé Trespeuch            | Léa Casta          |
| 10/12/2022 | Edmonton          | BA        | Jasmine Baird              | Evy Poppe                  | Reira Iwabuchi     |
| 11/12/2022 | Winterberg        | PSL       | Sabine Schöffmann          | Julie Zogg                 | Daniela Ulbing     |
| 15/12/2022 | Carezza           | PGS       | Michelle Dekker            | Aleksandra Król            | Ladina Jenny       |
| 16/12/2022 | Cervinia          | SBX       | Chloé Trespeuch            | Manon Petit-Lenoir         | Charlotte Bankes   |
| 17/12/2022 | Cervinia          | SBX       | Charlotte Bankes           | Josie Baff                 | Chloé Trespeuch    |
| 16/12/2022 | Copper Mountain   | HP        | Queralt Castellet          | Elizabeth Hosking          | Mitsuki Ono        |
| 17/12/2022 | Copper Mountain   | BA        | Mari Fukada                | Hailey Langland            | Miyabi Onitsuka    |
| 17/12/2022 | Cortina d'Ampezzo | PGS       | Gloria Kotnik              | Ramona Theresia Hofmeister | Megan Farrell      |
| 19/12/2022 | Montafon          | SBX       | Afgelast                   | Afgelast                   | Afgelast           |
| 20/12/2022 | Montafon          | SBX       | Afgelast                   | Afgelast                   | Afgelast           |
| 10/01/2023 | Bad Gastein       | PSL       | Daniela Ulbing             | Claudia Riegler            | Ladina Jenny       |
| 14/01/2023 | Kreischberg       | BA        | Anna Gasser                | Zoi Sadowski-Synnott       | Kokomo Murase      |
| 14/01/2023 | Scuol             | PGS       | Carolin Langenhorst        | Ramona Theresia Hofmeister | Julie Zogg         |
| 21/01/2023 | Laax              | HP        | Mitsuki Ono                | Wu Shaotong                | Maddie Mastro      |
| 22/01/2023 | Laax              | SBS       | Zoi Sadowski-Synnott       | Mia Brookes                | Anna Gasser        |
| 21/01/2023 | Bansko            | PSL       | Julie Zogg                 | Sabine Schöffmann          | Jessica Keiser     |
| 22/01/2023 | Bansko            | PSL       | Julie Zogg                 | Daniela Ulbing             | Patrizia Kummer    |
| 26/01/2023 | Blue Mountain     | PGS       | Ladina Jenny               | Lucia Dalmasso             | Sabine Schöffmann  |
| 27/01/2023 | Blue Mountain     | PGS       | Ramona Theresia Hofmeister | Julie Zogg                 | Daniela Ulbing     |
| 03/02/2023 | Mammoth Mountain  | SBS       | Julia Marino               | Reira Iwabuchi             | Annika Morgan      |
| 04/02/2023 | Mammoth Mountain  | HP        | Mitsuki Ono                | Cai Xuetong                | Maddie Mastro      |
| 04/02/2023 | Cortina d'Ampezzo | SBX       | Charlotte Bankes           | Faye Gulini                | Chloé Trespeuch    |
| 11/02/2023 | Calgary           | HP        | Mitsuki Ono                | Elizabeth Hosking          | Berenice Wicki     |
| 12/02/2023 | Calgary           | SBS       | Julia Marino               | Laurie Blouin              | Jasmine Baird      |
| 19 februari tot en met 5 maart 2023: Wereldkampioenschappen snowboarden 2023 in Bakoeriani (telt niet mee voor wereldbeker) |                   |           |                            |                            |                    |
| 11/03/2023 | Livigno           | PGS       | Afgelast                   | Afgelast                   | Afgelast           |
| 12/03/2023 | Livigno           | PSL       | Afgelast                   | Afgelast                   | Afgelast           |
| 11/03/2023 | Piancavallo       | PSL       | Afgelast                   | Afgelast                   | Afgelast           |
| 11/03/2022 | Sierra Nevada     | SBX       | Charlotte Bankes           | Chloé Trespeuch            | Lindsey Jacobellis |
| 12/03/2022 | Sierra Nevada     | SBX       | Charlotte Bankes           | Chloé Trespeuch            | Manon Petit-Lenoir |
| 12/03/2023 | Secret Garden     | HP        | Afgelast                   | Afgelast                   | Afgelast           |
| 15/03/2023 | Rogla             | PGS       | Sabine Schöffmann          | Ester Ledecká              | Tsubaki Miki       |
| 16/03/2023 | Veysonnaz         | SBX       | Charlotte Bankes           | Eva Adamczyková            | Josie Baff         |
| 18/03/2023 | Berchtesgaden     | PSL       | Ester Ledecká              | Ramona Theresia Hofmeister | Cheyenne Loch      |
| 25/03/2023 | Mont-Sainte-Anne  | SBX       | Charlotte Bankes           | Chloé Trespeuch            | Lindsey Jacobellis |
| 26/03/2023 | Mont-Sainte-Anne  | SBX       | Josie Baff                 | Pia Zerkhold               | Chloé Trespeuch    |
| 26/03/2023 | Silvaplana        | SBS       | Julia Marino               | Tess Coady                 | Anna Gasser        |

### Eindstanden
| Parallel (PSL/PGS) | Parallel (PSL/PGS) | Parallel (PSL/PGS) | Parallel (PSL/PGS) |
| #                  | Naam               | Land               | Punten             |
| ------------------ | ------------------ | ------------------ | ------------------ |
| 1                  | Julie Zogg         | SUI                | 595                |
| 2                  | Ramona Hofmeister  | GER                | 584                |
| 3                  | Sabine Schöffmann  | AUT                | 549                |
| 4                  | Daniela Ulbing     | AUT                | 491                |
| 5                  | Tsubaki Miki       | JPN                | 441                |
| 6                  | Ladina Jenny       | SUI                | 416                |
| 7                  | Aleksandra Król    | POL                | 377                |
| 8                  | Lucia Dalmasso     | ITA                | 365                |
| 9                  | Cheyenne Loch      | GER                | 311                |
| 10                 | Michelle Dekker    | NED                | 308                |

| Freestyle (BA/HP/SBS) | Freestyle (BA/HP/SBS) | Freestyle (BA/HP/SBS) | Freestyle (BA/HP/SBS) |
| #                     | Naam                  | Land                  | Punten                |
| --------------------- | --------------------- | --------------------- | --------------------- |
| 1                     | Mitsuki Ono           | JPN                   | 360                   |
| 2                     | Julia Marino          | USA                   | 353                   |
| 3                     | Reira Iwabuchi        | JPN                   | 322                   |
| 4                     | Anna Gasser           | AUT                   | 300                   |
| 5                     | Miyabi Onitsuka       | JPN                   | 263                   |
| 6                     | Jasmine Baird         | CAN                   | 256                   |
| 7                     | Elizabeth Hosking     | CAN                   | 237                   |
| 8                     | Melissa Peperkamp     | NED                   | 220                   |
| 9                     | Kokomo Murase         | JPN                   | 211                   |
| 10                    | Mia Brookes           | GBR                   | 204                   |

| Slopestyle (SBS) | Slopestyle (SBS)     | Slopestyle (SBS) | Slopestyle (SBS) |
| #                | Naam                 | Land             | Punten           |
| ---------------- | -------------------- | ---------------- | ---------------- |
| 1                | Julia Marino         | USA              | 313              |
| 2                | Miyabi Onitsuka      | JPN              | 153              |
| 3                | Mia Brookes          | GBR              | 130              |
| 3                | Reira Iwabuchi       | JPN              | 130              |
| 5                | Laurie Blouin        | CAN              | 129              |
| 6                | Melissa Peperkamp    | NED              | 129              |
| 7                | Anna Gasser          | AUT              | 120              |
| 8                | Tess Coady           | AUS              | 102              |
| 9                | Zoi Sadowski Synnott | NZL              | 100              |
| 10               | Jasmine Baird        | CAN              | 96               |

| Parallelslalom (PSL) | Parallelslalom (PSL) | Parallelslalom (PSL) | Parallelslalom (PSL) |
| #                    | Naam                 | Land                 | Punten               |
| -------------------- | -------------------- | -------------------- | -------------------- |
| 1                    | Julie Zogg           | SUI                  | 345                  |
| 2                    | Daniela Ulbing       | AUT                  | 290                  |
| 3                    | Sabine Schöffmann    | AUT                  | 288                  |
| 4                    | Ramona Hofmeister    | GER                  | 225                  |
| 5                    | Claudia Riegler      | AUT                  | 196                  |
| 6                    | Tsubaki Miki         | JPN                  | 196                  |
| 7                    | Jessica Keiser       | SUI                  | 192                  |
| 8                    | Ladina Jenny         | SUI                  | 155                  |
| 9                    | Patrizia Kummer      | SUI                  | 144                  |
| 10                   | Lucia Dalmasso       | ITA                  | 138                  |

| Big Air (BA) | Big Air (BA)      | Big Air (BA) | Big Air (BA) |
| #            | Naam              | Land         | Punten       |
| ------------ | ----------------- | ------------ | ------------ |
| 1            | Reira Iwabuchi    | JPN          | 192          |
| 2            | Kokomo Murase     | JPN          | 182          |
| 3            | Anna Gasser       | AUT          | 180          |
| 4            | Jasmine Baird     | CAN          | 160          |
| 5            | Evy Poppe         | BEL          | 138          |
| 6            | Melissa Peperkamp | NED          | 126          |
| 7            | Mari Fukada       | JPN          | 114          |
| 8            | Miyabi Onitsuka   | JPN          | 110          |
| 9            | Arianne Burri     | SUI          | 94           |
| 10           | Chihiro Edamatsu  | JPN          | 94           |

| Snowboardcross (SBX) | Snowboardcross (SBX) | Snowboardcross (SBX) | Snowboardcross (SBX) |
| #                    | Naam                 | Land                 | Punten               |
| -------------------- | -------------------- | -------------------- | -------------------- |
| 1                    | Charlotte Bankes     | GBR                  | 723                  |
| 2                    | Chloé Trespeuch      | FRA                  | 650                  |
| 3                    | Josie Baff           | AUS                  | 493                  |
| 4                    | Eva Adamczyková      | CZE                  | 407                  |
| 5                    | Manon Petit-Lenoir   | FRA                  | 356                  |
| 6                    | Lindsey Jacobellis   | USA                  | 326                  |
| 7                    | Faye Gulini          | USA                  | 294                  |
| 8                    | Alexia Queyrel       | FRA                  | 236                  |
| 9                    | Pia Zerkhold         | AUT                  | 229                  |
| 10                   | Jana Fischer         | GER                  | 222                  |

| Parallelreuzenslalom (PGS) | Parallelreuzenslalom (PGS) | Parallelreuzenslalom (PGS) | Parallelreuzenslalom (PGS) |
| #                          | Naam                       | Land                       | Punten                     |
| -------------------------- | -------------------------- | -------------------------- | -------------------------- |
| 1                          | Ramona Hofmeister          | GER                        | 359                        |
| 2                          | Sabine Schöffmann          | AUT                        | 261                        |
| 3                          | Ladina Jenny               | SUI                        | 261                        |
| 4                          | Aleksandra Król            | POL                        | 257                        |
| 5                          | Julie Zogg                 | SUI                        | 250                        |
| 6                          | Tsubaki Miki               | JPN                        | 245                        |
| 7                          | Lucia Dalmasso             | ITA                        | 227                        |
| 8                          | Carolin Langenhorst        | GER                        | 209                        |
| 9                          | Daniela Ulbing             | AUT                        | 201                        |
| 10                         | Michelle Dekker            | NED                        | 199                        |

| Halfpipe (HP) | Halfpipe (HP)     | Halfpipe (HP) | Halfpipe (HP) |
| #             | Naam              | Land          | Punten        |
| ------------- | ----------------- | ------------- | ------------- |
| 1             | Mitsuki Ono       | JPN           | 360           |
| 2             | Elizabeth Hosking | CAN           | 237           |
| 3             | Maddie Mastro     | USA           | 191           |
| 4             | Queralt Castellet | ESP           | 179           |
| 5             | Ruki Tomita       | JPN           | 136           |
| 6             | Brooke D’Hondt    | CAN           | 127           |
| 7             | Wu Shaotong       | CHN           | 126           |
| 8             | Berenice Wicki    | SUI           | 122           |
| 9             | Isabelle Lötscher | SUI           | 105           |
| 10            | Lee Na-yoon       | KOR           | 81            |

## Gemengd

### Uitslagen
Legenda
- PRT = Parallelteam
- BXT = Snowboardcrossteam

| Datum | Plaats           | Onderdeel | Eerste                                         | Tweede                                                   | Derde                                     |
| --- | ---------------- | --------- | ---------------------------------------------- | -------------------------------------------------------- | ----------------------------------------- |
| 10/12/2022 | Winterberg       | PRT       | Zwitserland II Gian Casanova Ladina Jenny      | Oostenrijk I Andreas Prommegger Daniela Ulbing           | Polen I Oskar Kwiatkowski Aleksandra Król |
| 11/01/2023 | Bad Gastein      | PRT       | Oostenrijk I Andreas Prommegger Daniela Ulbing | Duitsland I Stefan Baumeister Ramona Theresia Hofmeister | Zwitserland II Dario Caviezel Julie Zogg  |
| 19 februari tot en met 5 maart 2023: Wereldkampioenschappen snowboarden 2023 in Bakoeriani (telt niet mee voor wereldbeker) |                  |           |                                                |                                                          |                                           |
| 12/03/2023 | Piancavallo      | PRT       | Afgelast                                       | Afgelast                                                 | Afgelast                                  |
| 19/03/2023 | Berchtesgaden    | PRT       | Oostenrijk II Fabian Obmann Sabine Schöffmann  | Italië II Maurizio Bormolini Elisa Caffont               | Italië I Edwin Coratti Lucia Dalmasso     |
| 25/03/2023 | Mont-Sainte-Anne | BXT       | Afgelast                                       | Afgelast                                                 | Afgelast                                  |

### Eindstand
| Parallelteam (PRT) | Parallelteam (PRT) | Parallelteam (PRT)         | Parallelteam (PRT) | Parallelteam (PRT) |
| #                  | Man                | Vrouw                      | Land               | Punten             |
| ------------------ | ------------------ | -------------------------- | ------------------ | ------------------ |
| 1                  | Andreas Prommegger | Daniela Ulbing             | AUT                | 209                |
| 2                  | Gian Casanova      | Ladina Jenny               | SUI                | 154                |
| 3                  | Maurizio Bormolini | Elisa Caffont              | ITA                | 136                |
| 4                  | Stefan Baumeister  | Ramona Theresia Hofmeister | GER                | 133                |
| 5                  | Dario Caviezel     | Julie Zogg                 | SUI                | 125                |
| 6                  | Oskar Kwiatkowski  | Aleksandra Król            | POL                | 114                |
| 7                  | Arvid Auner        | Claudia Riegler            | AUT                | 105                |
| 8                  | Fabian Obmann      | Sabine Schöffmann          | AUT                | 100                |
| 9                  | Žan Košir          | Gloria Kotnik              | SLO                | 98                 |
| 10                 | Cody Winters       | Iris Pflum                 | USA                | 82                 |